# Чубенко, Николай Терентьевич
Николай Терентьевич Чубенко (05.06.1930 — 29.05.2019) — специалист в области хлебопекарного производства, автор рецептуры хлеба «Дарницкий».

## Биография
Родился 5 июня 1930 года в городе Радомышль Житомирской области (Украинская ССР).
С 1963 года работал главным инженером Управления пищевой промышленности Приднепровского совнархоза, включавшего Днепропетровскую, Запорожскую и Кировоградскую области; С1973 — заместитель Министра пищевой промышленности УССР. В 1985 — старший научный сотрудник ВНИИ хлебопекарной промышленности.
В 1986—1989 гг. заместитель министра хлебопродуктов СССР. С 1989 года главный специалист Государственного НИИ хлебопекарной промышленности.
В 2010 году упоминается[кем?] как заместитель главного редактора журнала «Хлебопечение России».
Кандидат технических наук.
В 1985 году возглавляемая им группа разработала образцы и документацию на шесть новых видов хлеба — «Российский», «Столичный», «Любительский», «Деликатесный», «Белый пшеничный» и «Дарницкий».
Умер 29 мая 2019 г. после тяжёлой продолжительной болезни.

## Сочинения
- Развитие хлебопечения в России: (ист. обзор) / Н. Т. Чубенко, А. П. Косован. — Москва: Пищепромиздат, 2006 (Люберцы (Моск. обл.): ПИК ВИНИТИ). — 116, [1] с.: табл.; 22 см; ISBN 5-89703-113-4
- Ассортимент хлебобулочных изделий в регионах России [Текст] / Н. Т. Чубенко, Л. А. Шлеленко // Хлебопечение России. — 2008. — N 6. — С. 20 — 22.